# Svarta sjö, Småland
Svarta sjö är en sjö i Markaryds kommun i Småland och ingår i Lagans huvudavrinningsområde.